# リアル・トゥ・リアル・カコフォニー
『リアル・トゥ・リアル・カコフォニー』(Real to Real Cacophony)は、イギリスのポストパンクバンド、シンプル・マインズの2ndアルバム。1979年11月にズーム・レコードよりリリース。前作『駆け足の人生』から7ヶ月ほどで発表された。音楽的にはパワー・ポップ風でパンキッシュだった前作から、一気に実験的なニュー・ウェイヴ系のサウンドにシフトし、プレスからの賞賛を受けた。

## 収録曲
全曲ジム・カー作詞、シンプル・マインズ作曲。

### A面
1. "Real to Real" - 2:47
2. "Naked Eye" - 2:21
3. "Citizen (Dance of Youth)" - 2:53
4. "Carnival (Shelter in a Suitcase)" - 2:49
5. "Factory" - 4:13
6. "Cacophony" - 1:40
7. "Veldt" - 3:20

### B面
1. "Premonition" - 5:29
2. "Changeling" - 4:11
3. "Film Theme" - 2:27
4. "Calling Your Name" - 5:05
5. "Scar" - 3:31

## 参加ミュージシャン
- ジム・カー - ボーカル
- チャーリー・バーチル - ギター、ヴァイオリン、サックス
- デレク・フォーブス - ベースギター
- ブライアン・マッギー - ドラムス、パーカッション
- マイケル・マクニール - キーボード